# Паулу Порташ
Пауло де Сакадура Кабрал Порташ (порт. Paulo Sacadura Cabral Portas; нар. 12 вересня 1962, Лісабон, Португалія) — португальський політик, лідер Народної партії Португалії (1997–2005, з 2007). Міністр оборони і морських справ (2002–2005). У 2011–2013 роках — міністр закордонних справ, з 2013 — заступник прем'єр-міністра Португалії.

## Біографія
Закінчив юридичний факультет Католицького університету Португалії.
Депутат парламенту Португалії з 1995 року.